# جراد البحر (فلم)
جراد البحر (بالإنجليزية: The Lobster) فيلم خيال علمي رومانسي، من إنتاج وكِتابة وإخراج المُخرج اليوناني المرشح لنيل جائزة أوسكار يورجوس لانثيموس وهو أول فيلم له باللغة الإنجليزية، ونجوم الفيلم كولن فاريل وريتشل وايز وهو إصدار عام 2015.

## قصة الفيلم
هو أحد أفلام أدب المدينة الفاسدة أو ديستوبيا، تجري أحداثه في المستقبل القريب، ووفقاً لقواعد تلك المدينة فإن الأشخاص العازبين ينقلون إلى فندق ذو نظام متشدد ويلزمون بالعثور على شريك مطابق لهم بالمواصفات بين النزلاء الآخرين خلال 45 يوماً. في حال تمكن نزيل الفندق من العثور على شريك خلال المدة المحددة ينقل الشريكان إلى مكان قريب ليعيشا تجربة الحياة الزوجية لمدة شهر، ثم يطلق سراحهما إن نجحا ويعودان للمدينة الخالية تماماً من العازبين. بالمقابل، فإن الفشل في إيجاد شريك يستوجب عقوبة رهيبة وهي التحول إلى حيوان يختاره الشخص المعني ومن ثم يتم إطلاقه في البرية.
يصل بطل الفيلم ديفيد (كولن فاريل) إلى الفندق بصحبة كلب نعرف فيما بعد أنه ليس سوى شقيقه الذي تم تحويله إلى حيوان بعد فشله في العثور على شريك خلال الفترة التي قضاها في الفندق. يمكن تمديد فترة البقاء في الفندق من خلال طقس غريب يسمى «المطاردة». خلال المطاردة، يتوجب على شاغلي الفندق «صيد» مجموعة من العازبين الذين يعيشون حياة برية في الغابات هرباً من قوانين المدينة بواسطة سهام مخدرة. وكل شخص يتم اصطياده يضيف يوماً واحداً على مدة بقاء النزيل في الفندق.
ولا يهرب من هذا الاختبار إلا ديفيد (كولن فاريل)، الذي وجد نفسه في الفندق بعد وفاة زوجته، وريتشل وايز المشردة العزباء التي تعيش حياة برية مع رفاقها المشردين بإمرة زعيمة صارمة تفرض هي كذلك قوانين في غاية القسوة في مجتمع المشردين العزّاب. يحاول فاريل ووايز الهرب معاً وأثناء ذلك يغرمون بِبَعضهُم.

## الأبطال
- كولن فاريل بدور ديفيد رجل متزوج وتعيس في زواجه.[7]
- ريتشل وايز بدور امرأة عمياء.[8]
- روزانا هولت بدور زوجة ديفيد.[9]
- بن ويشا بدور رجل أعرج.
- ليا سيدو بدور امرأة كئيبة.
- جون ك. رايلي بدور رجل خجول يحمل لَثْغَة في لسانه.[10]
- اشلي جنسن بدور امرأة قبيحة.
- أوليفيا كولمان بدور مُديرة الفندق.
- جيسيكا بأردن بدور امرأة مُصابة بالسرطان.[11]
- روجر أشتون جريفيث.
- أجيليكي بابوليا بدور امرأة قاسِية القلب.
- مايكل سمايل
- أريان لابد بدور امرأة تَعمل في الدعارة.[12]

## الإنتاج

### تصوير
التصوير الرئيسي بدأ في 24 مارس 2014، وانتهى في 9 مايو عام 2014. وتَم التصوير في دبلن، أيرلندا.

## روابط خارجية
- مقالات تستعمل روابط فنية بلا صلة مع ويكي بيانات

لا توجد روابط لمواقع التواصل الاجتماعي.